# Elvis Perkins
Elvis Perkins (New York, 9 febbraio 1976) è un cantautore statunitense.
Ha debuttato nel 2007 con l'album Ash Wednesday, che ha portato in tournée con la band denominata Elvis Perkins in Dearland. Con la stessa formazione, nel 2009, ha inciso un album eponimo, il suo secondo. Nel febbraio 2015 esce il suo terzo album I Aubade.

## Biografia
Figlio del noto attore Anthony Perkins e della fotografa ed attrice Berry Berenson (sorella dell'attrice Marisa Berenson, figlia del diplomatico Robert L. Berenson, nipote della stilista Elsa Schiaparelli), è cresciuto tra Los Angeles e New York con il fratello maggiore Oz, poi divenuto attore. Giovanissimo prende lezioni di sassofono, per poi passare alla chitarra. Il suo insegnante è Prescott Niles, già bassista dei The Knack, e curiosamente si appassiona alla chitarra classica più che al rock. A 16 anni perde il padre, a 25 la madre, tra i passeggeri del volo American Airlines 11 schiantatosi contro le Torri Gemelle nell'attacco terroristico dell'11 settembre 2001. Il suo percorso artistico resta così segnato anche dalle tragedie personali che inevitabilmente ne influenzano la poetica e soprattutto le sue prime composizioni.
L'esordio discografico avviene nel 2007 con l'album Ash Wednesday pubblicato dall'etichetta indipendente XL Recordings, ma in realtà inciso già da un anno e composto per lo più nel 2001. Il disco riscuote un'ottima accoglienza di critica e un discreto successo di pubblico, così Elvis Perkins dà avvio ad una lunga tournée con la sua band di polistrumentisti composta da Brigham Brough (basso, voce, sassofono), Wyndham Boylan-Garnett (organo, armonium, trombone, chitarra, voce) e Nick Kinsey (batteria, clarinetto, voce) che prende il nome di Elvis Perkins in Dearland. A due anni di distanza, il 10 marzo 2009, esce un nuovo album che porta lo stesso nome della band.

## Discografia

### Album registrati in studio
- 2007 - Ash Wednesday (XL Recordings)
- 2009 - Elvis Perkins in Dearland (XL Recordings)
- 2015 - I Aubade (MIR)
- 2017 - The Blackcoat's Daughter (A24, DirecTV Cinema)
- 2020 - Creation Myths

### Singoli
- 2007 - While You Were Sleeping
- 2007 - All the Night Without Love

### EP
- 2009 - The Doomsday EP
- 2016 - Label Pop Session EP